# Replay (roman)
Replay este un roman de fantezie al scriitorului american Ken Grimwood, publicat pentru prima dată de Arbor House în 1986. A câștigat premiul World Fantasy pentru cel mai bun roman din 1988. 
Romanul povestește despre un jurnalistul radio Jeff Winston, un bărbat în vârstă de 43 de ani care moare și se trezește în 1963 în trupul său de 18 ani. El își retrăiește viața cu toate amintirile sale intacte din anii următorii 25 de ani. Acest lucru se întâmplă în mod repetat, omul petrecându-și viața în mod diferit în fiecare ciclu. Romanul a fost un bestseller din Japonia. Conceptul său de buclă de timp a fost menționat ca un precursor al comediei-dramatice Ziua cârtiței (1993) - film regizat de Harold Ramis. Richard A. Lupoff a explorat o premisă similară în nuvela sa din 1973 „ 12:01 ”.

## Premii și nominalizări
Replay a câștigat 1988 World Fantasy Award  și a fost pe lista pentru premiul Arthur C. Clarke din 1988. 
Romanul a fost inclus în câteva liste de lecturi recomandate: Modern Fantasy: The Hundred Best Novels (1988), Locus Reader's Poll: Best Science Fiction Novel (1988), Aurel Guillemette, The Best in Science Fiction (1993) și David Pringle Ultimate Guide to Science Fiction (1995). 

## Continuare și posibilele adaptări ale filmului
Ken Grimwood lucra la o continuare a romanului Replay, dar a murit în urma unui atac de cord în 2003, la vârsta de 59 de ani.  În 2010, Warner Bros. a dezvăluit că plănuia o ecranizare  cu Ben Affleck în rolul principal. Scenariul pentru această adaptare a fost scris de Jason Smilovic. În 2011, Robert Zemeckis a fost în discuții pentru a regiza  dar din 2017 nu a mai apărut nicio informație despre acest proiect. 

## Vezi și
- Lista volumelor publicate în Colecția Nautilus